# عصية متمسكة محبة للحرارة المتوسطة
عصية متمسكة محبة للحرارة المتوسطة (الاسم العلمي: Tenacibaculum mesophilum) هي نوع من البكتيريا، سلبية الغرام، تتبع جنس عصية متمسكة.